# Ножной браслет

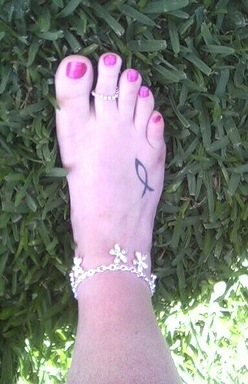
Цепочка на ногe и кольцо на пальце ноги

Ножно́й брасле́т (анклет) — разновидность украшения, в частности ювелирного, которое носят на лодыжке. Цепочки на лодыжке и кольца на пальцах ноги, а также их комбинация многие века используются женщинами в Египте и арабском мире, особенно среди бедуинов, а также замужними женщинами в Индии. В прошлом на Ближнем Востоке цепочки на обеих ногах женщины иногда соединялись между собой для ограничения длины шага, поскольку семенящий шаг считался более женственным. Сегодня некоторые западные женщины (в основном занимающиеся восточными танцами) следуют этой практике, но редко публично.

## Древний Египет и Арабский Восток
Ножные браслеты носили в качестве повседневного украшения египетские женщины всех социальных слоёв в Древнем Египте ещё с додинастических времен. Название ножных браслетов не сильно отличалось от названия браслетов menefret (mnfrt), за исключением добавления фразы для обозначения соединения с ногами. Они были сделаны из разных металлов и разной формы, причём более дорогие металлы, такие как золото, были более распространены среди богатых, а менее дорогие, такие как серебро и железо — чаще встречается среди низших социальных слоёв. Во времена четвертой, пятой и шестой династий ножные браслеты обычно делались из бус, продетых в несколько рядов, скреплённых распорками. Ножные браслеты также носили танцоры, подобные тем, что изображены в гробницах Кагемни, Ти и Аххотпа.
В начале 20 века ножные браслеты обычно носили египетские женщины из внутренних районов городов. Их называли холхал (мн. Халахил), и их чаще всего носили женщины Александрии вместе с традиционной одеждой, покрытой цельной чёрной тканью, называемой мелая лефф.
«Сказка о браслете» — это название двадцатой главы книги Тысяча и одна ночь Шахеризады.

## Индия
Даже при раскопках ритуальных захоронений времен неолита и энеолита в Мехргархе (Белуджистан) археологи, среди прочих украшений находят ножные браслеты, датируемые как изготовленные до 2600 года до нашей эры. Джон Маршалл описывает статую танцующей девушки как украшенную нарукавниками, браслетами и ножными браслетами. Эпос первого века н. э. в тамильской литературе под названием Силаппатикарам (История ножного браслета https://en.wikipedia.org/wiki/Silappatikaram ) повествует о женщине, чей муж был убит при попытке продать один из своих браслетов нечестному ювелиру. Ножные браслеты подробно описаны в стихотворении.
В период Сунга браслет на щиколотке, как и пояс, был одним из основных элементов женского наряда. Также в этот период это исключительно женский атрибут. В литературе наиболее распространенная форма ножного браслета описывается как цепочка тонких, выровненных или переплетенных колец. Гибкие браслеты, которые в Индии часто называют пааял, паджеб или даже джханджар, состоят из цепочки, звенья которой подвижны относительно друг друга. Последние можно увидеть прикреплёнными к колокольчикам, так что шаг владельца драгоценного камня сопровождается приятным для уха звуковым мелодичным звоном. В период Пурды звук колокольчиков использовался для предупреждения о присутствии женщины поблизости. Женщины того времени также ценили звуки, издаваемые при ходьбе, поэтому маленькие колокольчики часто — но не всегда — висели на ножных браслетах. Эти колокольчики могли быть заменены небольшими камнями или ракушками, которые ударяются о металл браслета, когда нога движется. Этот тип браслета носили, в частности, танцовщицы. В эпической сказке из тамильской литературы, датируемой первым веком нашей эры, основным сюжетом является ножной браслет. Этот текст под названием Cilappatikaram («История браслета на лодыжке») рассказывает историю женщины, чей муж был убит при попытке продать браслет на лодыжку нечестному ювелиру. В этом стихотворении очень точно описаны браслеты. В хинди это термин, соответствующий слову «щиколотка», но также означает цепь. Эту цепочку традиционно надевали женщине в день свадьбы. Второй тип браслета имеет форму жёсткого браслета изготовленного из кованой пластины. Такие браслеты носят только замужние женщины. После свадьбы такой браслет запаивается в день свадьбы на ноге и становится несъёмным. Несъёмные ножные браслеты — важное украшение в индийских браках — символ принадлежности женщины супругу и её статуса замужней, их носят вместе с сари. Некоторые браслеты, найденные в захоронениях аристократок были очень тяжёлыми, достигая полутора килограммов и женщине было трудно двигаться в них. В Индии мода на тяжёлые браслеты на щиколотку остаётся довольно распространённой в наше время, особенно сельской местности.
Танцовщицы Шри-Ланки и в наше время носят ножные браслеты. Браслеты надевают на обе щиколотки.
Женщины Раджастана носят самые тяжёлые ножные браслеты в мире. Обычно они серебряные и являются символом принадлежности к племенному сообществу. Эти женщины также носят их как объект украшения в своей традиционной одежде, но это в основном представляет собой храбрость внутри племени и против других племен. Часто браслеты на щиколотке можно соединяли между собой цепочкой, чтобы ограничить длину шага владелицы. В результате получился короткий «женский» спотыкающийся шаг. Сегодня несколько западных женщин следуют этой практике, но редко публично. Эта практика широко впервые представлена в Юго-Восточной Азии, где маленькие шаги считались идеалом женской ходьбы. Сегодня такая практика популярна и у западных женщин профессионально занимающихся восточными танцами.

## Западная Африка
У племени Сенуфо браслет на щиколотке носят во время обрядов инициации, вечеринок и похорон. Жесткий бронзовый браслет имеет длину до 16 см. Нередко на браслетах можно увидеть изображения животных, таких как ящер или крокодил. Senoufo также носят браслет на щиколотке в форме каноэ, чаще всего из латуни. Количество драгоценных камней и их рыночная стоимость напрямую связаны с богатством семьи, и богатые женщины нередко носят по несколько браслетов на щиколотке на каждой ноге или на руках. Металлы также различаются. Преобладают браслеты из серебра, бронзы или золота. Браслеты на щиколотке, которые носят во время свадебного торжества, могут весить относительно большой вес (1,7 кг). На языке волоф браслет на щиколотку «Lamon tank Khaliss» — это браслет, предназначенный для аристократок. В Нигере женщины племени Peulh Bororo также носят браслеты на щиколотках, парами или тройками. Эти браслеты носят с детства. В Буркина-Фасо женщины, принадлежащие к этнической группе Кассена, Гана, получают в качестве приданого браслеты на ногах. Таким образом, браслет по эстетическим критериям и рыночной стоимости определяет социальный статус будущей пары. Этот часто легче предыдущих (300 г) и более тонко обработан. В частности, есть витые выкройки. В Демократической Республике Конго женщины носят браслеты в качестве украшения. Этот браслет, используется в качестве приданого. Действительно, жених должен предложить своей невесте пять пар браслетов, прежде чем он сможет подумать о союзе. Эти жёсткие и кованые браслеты не имеют украшений и могут весить до 1,5 кг и у является неотъемлемой частью приданого, но его также можно использовать в качестве разменной монеты при обмене.

## Япония
Ножные браслеты традиционно изготавливаются из серебра или золота, но есть также кожа или менее ценные материалы, такие как пластик или нейлон: как и во многих украшениях, форма и используемые материалы зависят в основном от творческих способностей ювелира. Ножные браслеты в основном носят молодые девушки.

## Европа
Ножные браслеты из бронзы появляются в эпоху бронзы в Европе, особенно на берегах Дуная, в регионах Альп, от Рейна до Атлантического океана, а также ниже Роны (Sherratt, 2001). Женские ножные браслеты находят в ритуальных захоронениях из курганов (около 1800 г. до н. э.) вместе с другими типичными украшениями этого периода.
Бронзовые ножные браслеты можно увидеть уже в эпоху бронзы в Европе с умеренным климатом, в районе примерно вдоль Дуная, в Альпах, от Рейна до Атлантического океана, а также ниже Роны (Sherratt, 2001). Они были найдены среди сокровищ в этих областях, наряду с другими бронзовыми изделиями, характерными для того времени (ок. 1800 г. до н. э.) и относящиеся к культуре Tumulus, которая распространилась по всему региону.
С началом XX века, на волне увлечения восточной культурой и в частности, восточными танцами ножные браслеты- как дамские украшения снова входят в моду. Не последнюю роль в этом сыграла популярность таких танцовщиц, как Каролина Отеро и Маргарет Зелле, более известной под артистическим псевдонимом Мата Хари. В восточных культурах, особенно в Индии, женщины носят браслеты на обеих лодыжках. В современной западной культуре браслет на щиколотке больше не имеет никакого символического значения и его можно носить на левой или правой щиколотке или даже парами. Однако гетеросексуальные женщины часто носят его на правой щиколотке, а левая в Европе и особенно в США «олицетворяет» противоположное.

## США
Мода на женские ножные браслеты, как женское украшение, пришла в США в 1910—1920 годы из Франции. Второй всплеск популярности анклетов был связан с популярностью движения хиппи и индийской культуры в 1970-е годы. Третья волна началась в 90-е годы и была связана с ростом популярности радикального феминизма и движений за права ЛГБТ. Если в Европе, как правило, ножной браслет не несет никакой смысловой нагрузки и рассматривается только как дамское украшение, то в американской культуре, как правило он является вызовом общепринятым нормам, символом принадлежности к отдельной маргинальной социальной группе, борющейся за свои права. Например, открытой и явной демонстрацией нетрадиционной сексуальной ориентации его владельца (особенно если его носит мужчина), приверженности радикальным феминистическим движениям или субкультуре хиппи. Кроме того, получили распространение (у женщин, занимающихся спортом — бегом, баскетболом и плаванием) электронные женские ножные фитнес-браслеты, коммуницирующие со смартфоном. Такие, надеваемые на лодыжку силиконовые или металлические браслеты позволяют отслеживать перемещения с помощью встроенного GPS, частоту сердечных сокращений, вести мониторинг качества сна и оценивать уровень стресса, по изменению кожной проводимости, а также выполнять функцию шагомера с гораздо большей точностью, чем обычные фитнес-браслеты на руку.
Такой браслет может носиться не столько как спортивный мониторинговый прибор, сколько (особенно в США) как символ, обозначающий приверженность его владелицы к так называемым «Зелёным ценностям» (экологическая мудрость, феминизм, ненасилие, толерантность и мультикультурализм, глобальная ответственность).